# Ngân hàng liên doanh
Ngân hàng liên doanh là kết quả của sự hợp tác về mặt kinh tế giữa Chính phủ và Ngân hàng Trung ương của các nước với nhau, mở ra cơ hội hợp tác giữa hai nền kinh tế, hai hệ thống tài chính.

## Danh sách các ngân hàng liên doanh tại Việt Nam
| Stt | Tên ngân hàng                     | Vốn điều lệ    | Tên giao dịch tiếng Anh, tên viết tắt | Trang chủ                                                                            |
| --- | --------------------------------- | -------------- | ------------------------------------- | ------------------------------------------------------------------------------------ |
| 1   | INDOVINA BANK LIMITTED            | 100 triệu USD  | IVB                                   | http://www.indovinabank.com.vn/ Lưu trữ ngày 1 tháng 10 năm 2009 tại Wayback Machine |
| 2   | VietNam-Russia Joint Venture Bank | 62.5 triệu USD | VRB                                   | http://www.vrbank.com.vn/ Lưu trữ ngày 22 tháng 10 năm 2009 tại Wayback Machine      |

## Hoạt động chính của Ngân hàng liên doanh tại Việt Nam
Ngân hàng liên doanh có thể được thực hiện một số hoặc toàn bộ các nghiệp vụ sau:
1. Nhận tiền gửi có kỳ hạn và không kỳ hạn;
2. Phát hành chứng chỉ tiền gửi, giấy tờ có giá;
3. Vay vốn của các tổ chức tín dụng trong và ngoài nước;
4. Vay vốn ngắn hạn của Ngân hàng Nhà nước;
5. Cho vay ngắn hạn, trung hạn và dài hạn;
6. Chiết khấu, tái chiết khấu, cầm cố thương phiếu, giấy tờ có giá;
7. Bảo lãnh ngân hàng;
8. Kinh doanh ngoại hối;
9.Thực hiện dịch vụ thanh toán và dịch vụ ngân quỹ;
10. Mở tài khoản tiền gửi tại tổ chức tín dụng nước ngoài theo quy định của Ngân hàng Nhà nước;
11. Đại lý chi trả thẻ tín dụng;
12. Thực hiện các dịch vụ thu hộ và chi hộ;
13. Thực hiện các dịch vụ ủy thác và quản lý tài sản;
14. Thực hiện các dịch vụ tư vấn tài chính, tiền tệ.
- Nội dung hoạt động cụ thể của từng Ngân hàng liên doanh được quy định trong Giấy phép thành lập và hoạt động ngân hàng liên doanh.
- Khi có nhu cầu và được Ngân hàng Nhà nước cho phép, ngân hàng liên doanh được phép thực hiện các nghiệp vụ khác phù hợp với pháp luật liên quan của Việt Nam.